# Supercoppa spagnola 2006 (pallacanestro maschile)
La Supercoppa spagnola 2006  è la 3ª Supercoppa spagnola di pallacanestro maschile organizzata dalla ACB e la 7ª edizione in generale.
Sarà disputata il 22 e il 23 settembre 2006 presso il Palacio de Deportes José María Martín Carpena di Malaga tra i seguenti quattro club:
- Málaga, squadra ospitante e campione di Spagna 2005-06
- Saski Baskonia, vincitore della Copa del Rey 2006
- Barcellona, 3ª in Liga ACB 2005-06
- Joventut Badalona, 4ª in Liga ACB 2005-06

## Tabellone
|  | Semifinali | Semifinali        | Semifinali |        |                | Finale         | Finale | Finale |  |
|  |            |                   |            |        |                |                |        |        |  |
|  | 2          | Saski Baskonia    | 76         |        |                |                |        |        |  |
|  | 2          | Saski Baskonia    | 76         |        |                |                |        |        |  |
|  | 3          | Barcellona        | 52         |        |                |                |        |        |  |
|  | 3          | Barcellona        | 52         |        | Saski Baskonia | Saski Baskonia | 83     |        |  |
|  |            |                   |            |        | Saski Baskonia | Saski Baskonia | 83     |        |  |
|  |            |                   | Málaga     | Málaga | 78             |                |        |        |  |
|  | 1          | Málaga            | Málaga     | Málaga | 78             | 74             |        |        |  |
|  | 1          | Málaga            |            |        |                |                |        |        |  |
|  | 4          | Joventut Badalona | 66         |        |                |                |        |        |  |

## Semifinali
| Arbitri: | Juan Carlos Mitjana Francisco de la Maza Miguel Ángel Pérez Pérez |

|                      |            |                        |
| Splitter 16          | Punti      | 16 Juan Carlos Navarro |
| Planinić, Prigioni 3 | Assist     | 3 Navarro              |
| Splitter 5           | Rimbalzi   | 6 Vázquez              |
| Velimir Perasović    | Allenatori | Duško Ivanović         |

| Arbitri: | Juan Carlos Arteaga Jose Antonio Martín Bertrán Daniel Hierrezuelo |

|                                  |            |                      |
| Rodríguez 14                     | Punti      | 15 Bartoň            |
| Cabezas, Jiménez, J.I. Sánchez 4 | Assist     | 2 Bennett, Fernández |
| Vasileiadīs, Welsch 6            | Rimbalzi   | 7 Gaines             |
| Sergio Scariolo                  | Allenatori | Aíto García Reneses  |

## Finale
| Arbitri: | Juan Carlos Arteaga Jose Antonio Martín Bertrán Emilio Pérez Pizarro |

| |            | |
| Rodríguez 18 | Punti      | 19 Splitter |
| Vasileiadīs 4 | Assist     | 5 Rakočević |
| Jiménez 7 | Rimbalzi   | 5 Splitter |
| 4 J.I. Sánchez• 5 Rodríguez• 9 Welsch• 15 De Miguel• 20 Jiménez 7 Vasileiadīs• 8 Chyliński• 10 Cabezas• 11 Piétrus• 18 A. Sánchez• 21 Lorbek | Formazioni | 8 Rakočević• 10 Planinić• 13 Fajardo• 21 Splitter• 32 House 5 Prigioni• 7 Sandes• 9 Vidal• 12 Teletović• 14 Peker |
| Sergio Scariolo | Allenatori | Velimir Perasović                                                                                                 |